# ماركو كون
ماركو كون (بالصربية: Марко Кон)‏ هو عازف كلارينيت وملحن ومنتج أسطوانات ومغني صربي، ولد في 20 أبريل 1972 في بلغراد في صربيا.

## وصلات خارجية
- ماركو كون على موقع IMDb (الإنجليزية)
- ماركو كون على موقع ميوزك برينز (الإنجليزية)
- ماركو كون على موقع ديسكوغز (الإنجليزية)